# Brownsweg
Brownsweg is een dorp en ressort in Suriname in het district Brokopondo.
Het dorp is genoemd naar de weg die leidt naar de Brownsberg en gelijknamig natuurpark en ligt vlak naast het Brokopondostuwmeer. Het werd ook het eindpunt van de Landsspoorweg na het onderlopen van het verdere verloop van deze spoorweg naar Benzdorp door de vorming van het stuwmeer.
In november 2024 opende Tropenbos Suriname een landbouwschool in Brownsweg.

## Transmigratiedorp
Brownsweg is gebouwd als transmigratiedorp voor de bewoners van het gebied dat door de aanleg van de stuwdam de Afobakadam onder water kwam te liggen. In Brownsweg wonen voornamelijk Marrons. Het ressort huisvest onder andere de voormalige inwoners van de dorpen Ganzee, Koffiekamp en Wakibasoe. Het was een voormalige halte op de Landsspoorweg. In 1959 werd het Prinses Marijke kampement bij het dorp aangelegd.
Het ressort bestaat uit de dorpen Wakibasoe 1, 2, 3, Bierhoedoematoe, Kadjoe, Nieuw Ganze, Djankakondre, Makambi, en Nieuw-Koffiekamp. Brownsweg wordt vaak gebruikt om de dorpen die aan elkaar zijn gegroeid aan te duiden, met uitzondering van Bierhoedoematoe en Nieuw-Koffiekamp die meer afgelegen liggen.
Na de onafhankelijkheid van Suriname werd het Prinses Marijke kampement hernoemd tot kazerne te Brownsweg. In 1987 werd het kamp gesloten.
In juni 1989, tijdens de Binnenlandse Oorlog, werden de kernen Wakibasoe 1 en 2 zwaar beschadigd door het Junglecommando.
In 2012 telt het ressort Brownsweg 4.793 inwoners, waaronder 4.481 Marrons (93,5%).

## Sport
ACoconut FC is de lokale voetbalclub en speelt in de Hoofdklasse, maar is bestemd voor het gehele Brokopondo district. SV Tahitie speelt in de Tweede Divisie. Bigi Wey Sportcentrum is een multifunctioneel stadion in Brownsweg, en is ook bestemd voor het gehele district.

## Galerij

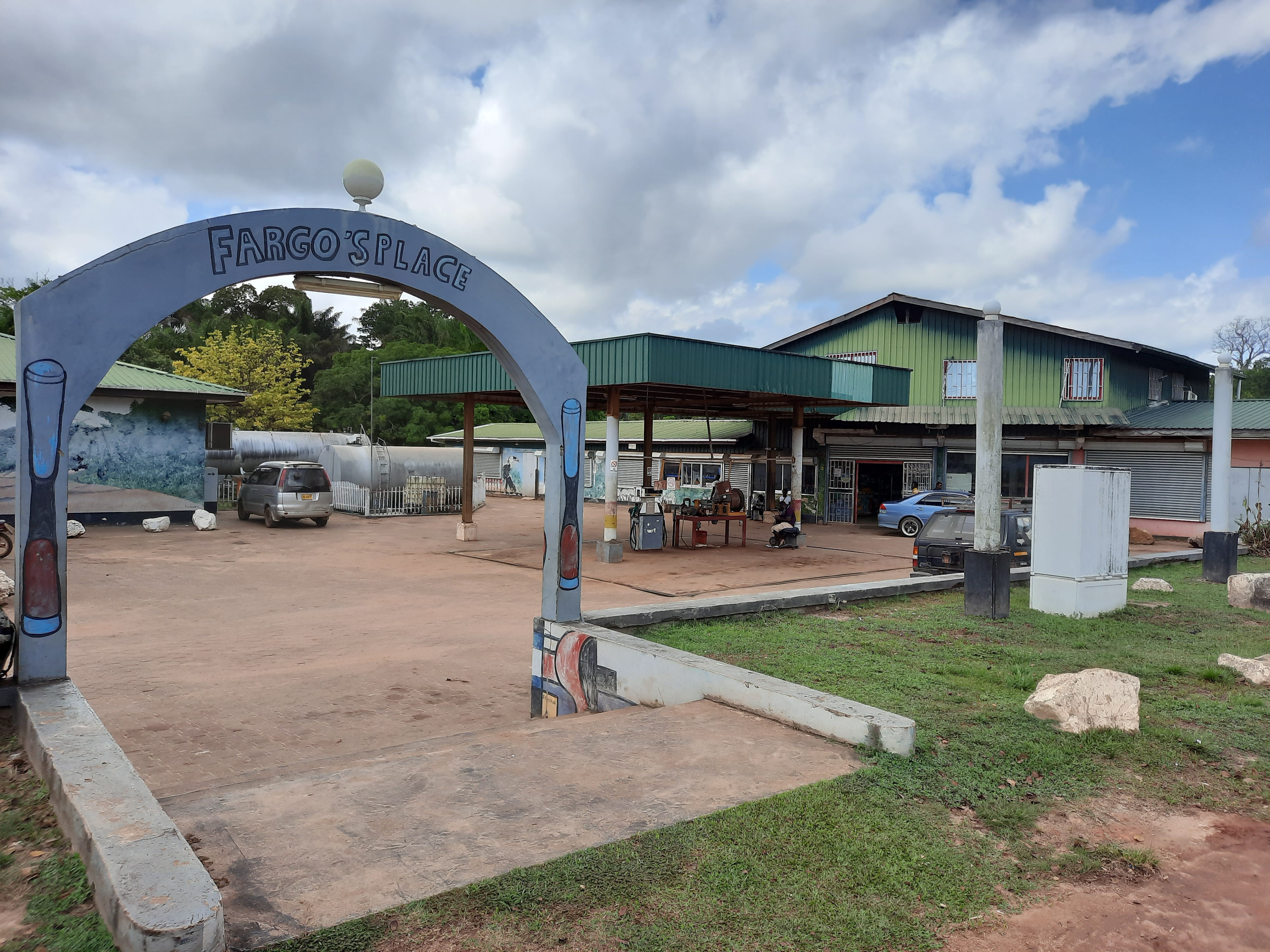
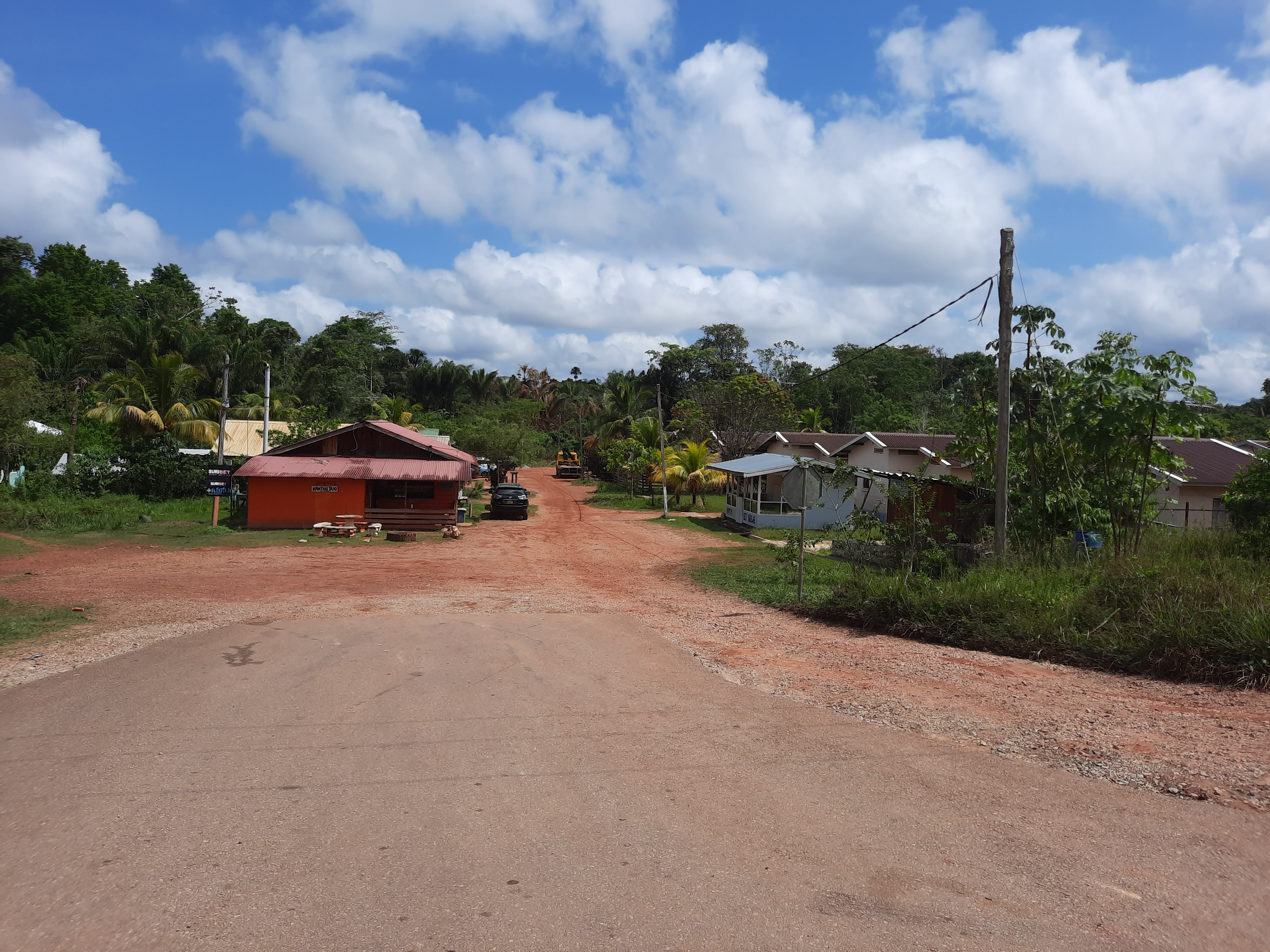
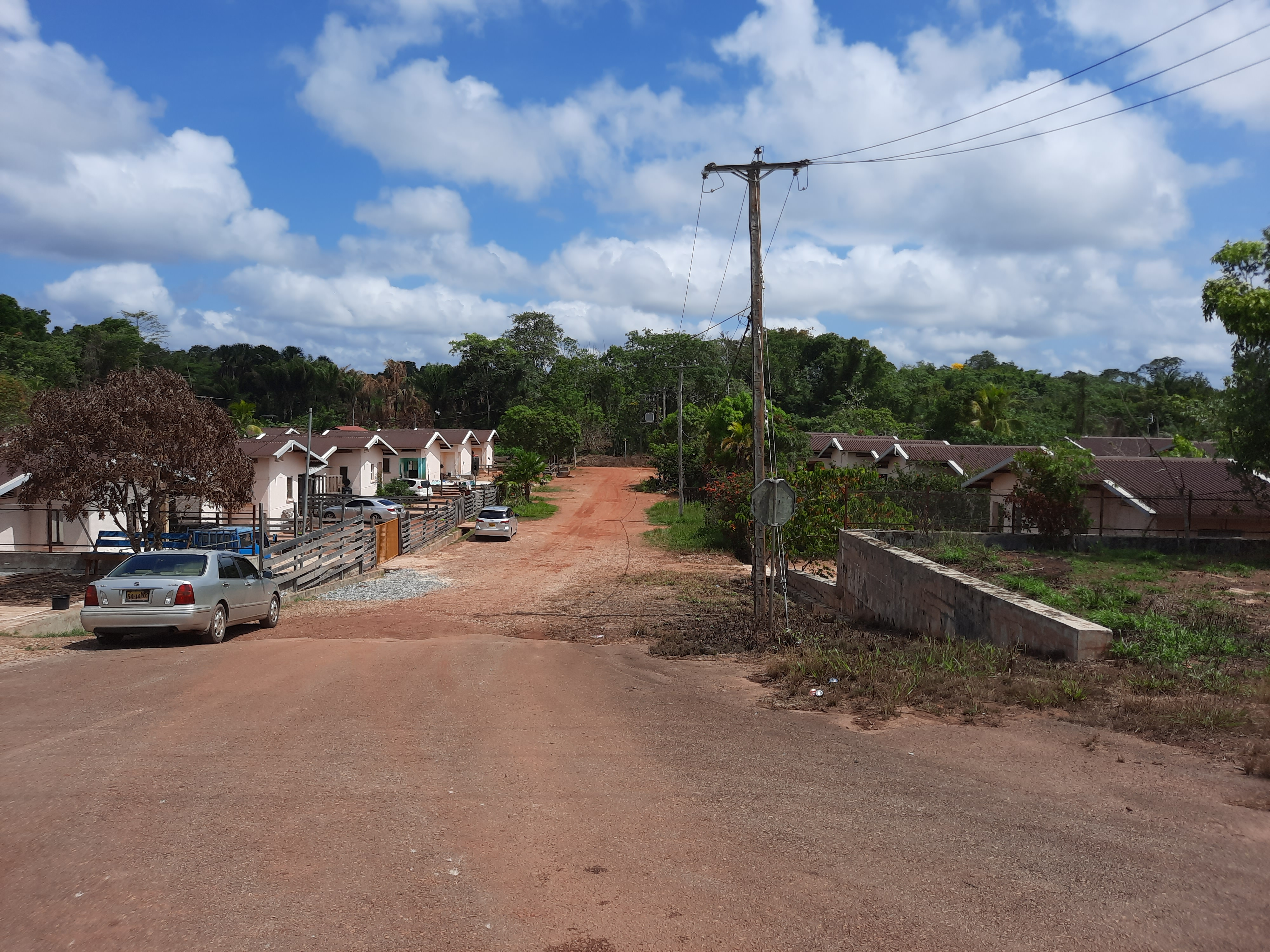

## Geboren in Brownsweg
- Diana Pokie (ca. 1979), politica[13]